# Ленкоранская низменность
Ленкора́нская ни́зменность, Талы́шская (Талышинская) ни́зменность (азерб. Lənkəran ovalığı) — низменность, расположенная на юго-востоке Азербайджана, между Каспийским морем и Талышскими горами.

## География
Ленкоранская (Талышинская) низменность является составной частью Закавказья, которая в свою очередь является частью Кавказа. Талышинская низменность (или Ленкоранская) орошается речками Виляш-чай, Ленкоранка, Путасар-чай, Астара. Низовья этих рек сильно заболочены.
Население — талыши и азербайджанцы. Крупнейший город — Ленкорань.
Представляет собой пологую равнину, спускающуюся четырьмя террасами к Каспийскому морю. Сложенна глинами, песками, галечниками и суглинками.
Ширина Ленкоранской низменности изменяется от 5—6 км на юге до 25—30 км на севере и длинной до 100 км. На её территории и прилегающей акватории Каспийского моря (залив Кызылагадж) расположен Кызылагаджский заповедник.
На побережье Каспийского моря почва аллювиальная и иловато-болотная. На высоких террасах, около 16-33 мм почва субтропическая, подзолисто-глеевая или сильно оподзоленная лесная.

## Климат
Климат Субтропический океанический (Cfa согласно классификации климата Кёппена). На Талышинской (или Ленкоранской) низменности осадков много, около 1200 мм в год; больше всего дождей в сентябре и октябре, меньше всего в июне. В среднем за 1847—1904 г. в Ленкорани выпадало 1252 мм осадков, больше всего в сентябре, 216 мм, меньше всего в июне, 24 мм; но случается, что за все лето выпадает менее одного мм. дождя. Лето жаркое, зима умеренная (в Ленкорани, под 38 °C, июль 25,6 °C, январь +2,8 °C). Бывают и очень суровые зимы; так, в январе 1925 года температура в Ленкорани опускалась до —15 °C, Аракс и Кизил-Агачский залив замёрзли и погибла масса водяной дичи (тысячами погибли фламинго). Ветры носят в Ленкорани муссонный характер: летом и весною преобладают ESE и SE, то есть ветры с моря, зимою (с ноября по февраль) WNW, то есть ветер с суши. Эти изменения в направлении ветров находятся в зависимости от соответственного распределения атмосферного давления. Ветры с суши являются в виде фенов, тёплых и сухих, спускающихся с гор ветров; они зимою повышают иногда температуру до 19 °C. Отметим ещё, что на побережье летом хорошо выражены бризы.
| Температура   | °C   |
| ------------- | ---- |
| Среднегодовая | 14,7 |
| Июль—август   | 25,6 |
| Январь        | 3,3  |

## Население

### Исторические сведения
Согласно «Энциклопедического словаря русского библиографического института „Гранат“ (1910 год), население — талыши, говорящие на языке, близком к персидскому (фарси). На низинах занимаются земледелием, разводя, главным образом рис; занимаются также шелководством, садоводством и пчеловодством. Питаются, главным образом рисом и молочными продуктами. Мусульмане-шииты. В отношении языка подвергаются сильному влиянию азербайджанских татар. Всего талышей, как на низине, так и в горах, около 68 000 тыс. Есть талыши и на Мугани, где они кочуют.
В книге 1926 года Г. Ф. Чурсин писал: „На Талышской низменности, где летом в домах развивается сырость, где свирепствует малярия, для летнего пребывания устраиваются особые помещения «лам»; это род деревянных вышек на четырех столбах; на высоте 4-5 метров устанавливается крытый помост, окруженный деревянными перилами. На эту вышку поднимаются по лестнице или по наклонно поставленному бревну со сделанными на нем зарубками".

## Флора и фауна
За последние 50-100 лет почти все леса на Ленкоранской низменности вырублены, низменность по большей части распахана и используется под плантации цитрусовых, чая, овощных культур. Массивы болот осушены, созданы водохранилища и оросительные системы. Единственный более-менее сохранившийся участок реликтового равнинного гирканского леса (91 га) Ленкоранской низменности охраняется в Гирканском заповеднике, ныне ставшем частью Гирканского национального парка.

### Исторические сведения
Согласно "Энциклопедического словаря русского библиографического института «Гранат» (1910 год), в прошлом низменность была почти полностью покрыта лесом, главным образом из эндемичного каштанолистного дуба (Quercus castaneaefolia) и эндемичного же железного дерева (Parrotia persica), названного так за плотную, тонущую в воде древесину. Кроме того, здесь растут ольхи (Äluus glutinosa subsp. и A. cordifolia), лапина, клён (Acer insigne), дзелква, в подлеске самшит. Более сухие места порастают, кроме упомянутого дуба, ильмом (Ulmus campestris), грабом, ясенем, хурмой, эндемичной гледичией (Gleditschia caspica), эндемичной шелковой акацией (Acacia julibrissin), боярышником, айвой, мушмулой (Mespilus germanica), алычей, гранатником. В общем эти леса напоминают колхидские; сходство ещё более увеличивается благодаря изобилию лиан: винограда, сассапарили, обвойника; есть также колхидский плющ. Но в Талыше нет рододендронов, нет Staphylea; вместо колхидских ежевик здесь Rubus raddeanus, вместо Ruscus aculeatus — R. hyrcanus.
В лесах Талышинской низменности встречаются своеобразные лиственные деревья. Между исполинами низменности попадаются деревья которые достигают более 10 аршин (~7 м.) в окружности и от 100 до 150 аршин (~71-106 м.) вышины.
Весьма характерны для Колхиды, а также для Талыша, два дерева—это лапина (или лапани, Pterocarya fraxinifolia), из семейства ореховых (Juglandaceae), предпочитающая сырую почву по берегам рек и окраинам болот, и дзелква (Zelkova crenata) из вязовых (Ulmaceae), произрастающая по более сухим и повышенным местам, преимущественно в дубовых насаждениях. Твёрдая и плотная древесина дзелквы отличается большими достоинствами, как поделочный и строительный материал. Лапина растёт очень быстро и в 10 лет достигает 10—12 м высоты, а в возрасте около 200 лет—до 30 м; мало прочная древесина её идёт на разные поделки, а луб на подвязывание лоз и т. д.
На побережье есть пресные и солоноватые озера и озерки, так называемые «морцы» (от слова «морцо»), отделённые от моря дюнами. Эти водоёмы порастают тростником (Arundo donax), достигающим высоты до 2 м; массами встречается здесь водяной орех (Trapa natans), есть также Salvinia natans, Marsilia. Самое длинное морцо тянется от устья Кумбашинки до Ленкорани. Дюны покрыты густыми зарослями ежевики (Rubus raddeanus), нередко выше человеческого роста; это почти вечнозелёное растение цветет и приносит плоды вплоть до конца декабря. На прогалинах здесь растут кусты гранатника, корявые ильмы, одичалая шелковица, дикая груша, алыча (Prunus insititia, Pr. divaricata), боярышник; все это перевито лианами сассапарили и обвойника. Ягодами ежевики охотно питается фазан (Phasianus colchicus); за ним в зарослях ежевики и в камышах охотится камышовый кот (Catolynx chaus). Цветы гледичии привлекают массу пчёл, а пчелы—целые стаи птиц-пчелоедов. Охотясь за многочисленным на низинах Талыша кабаном, в прошлом сюда проникал туранский тигр, ныне истреблённый (чаще он встречался у села Пришиб). В горах встречался барс (Leopardus pardus tullianus). Попадается и дикобраз (Hystrix indica). Озеро Каладагны (к югу от Ленкорани) прежде славилось обилием лебедей. На острове Сара (к югу от Кизилагачского залива) была прежде громадная колония каспийской чайки (Sterna caspia), яйца которой составляли предмет промысла (площадь, десятин в 10, была в 1908 году сплошь занята гнездовьями чайки). В морце между Ленкоранью и Кумбашами масса зимующей птицы (лебедей, ныне истреблённых, уток, лысух, куликов); здесь же гнездится чрезвычайно любопытная южная птица—султанская курица (Porphyrio poliocephalus); встречаются каравайки, фламинго, а также гальциона (Halcyon smyrnensis). Из насекомых ленкоранских лесов укажем на жука-усача (Parandra caspia), распространённого по южному берегу Каспия, от Астрабада до Ленкорани; другие виды этого рода свойственны, главным образом неотропической области. Из домашних животных отметим быка-зебу.
| Животное          | Название                 | Изображение |
| ----------------- | ------------------------ | ----------- |
| Султанская курица | Porphyrio poliocephalus  |             |
| Ибис-каравайка    | Plegadis falcinellus     |             |
| Фламинго          | Phoenicopterus ruber     |             |
| Турач             | Franco linus francolinus |             |
| Лебедь            | Cygnus                   |             |
| Гуси              | Anser                    |             |
| Лысуха            | Fulica atra              |             |

## Экономика
Основные отрасли экономики — туризм, торговля, транспорт, пищевая, деревообрабатывающая, табачная, бумажная промышленность, сельское хозяйство (цитрусовые, рис, пшеница, чай, табак, хлопок, сахарный тростник, рапс, цветы, яблоки, персики, киви, огурцы, лук, клубника, малина, бананы, фундук, кенаф), рыболовство, добыча железной руды и угля.
Талышская низменность в советский период являлась важнейшим чалтыководческим районом, хотя под рисовые плантации было занято 25-30 % площади.